# Річард Аллен Бун
Річард Аллен Бун (18 червня 1917 — 10 січня 1981) — американський актор, зіграв у більш ніж 50 фільмах і був відомий своїми ролями у вестернах, включаючи головну роль у телесеріалі Have Gun — Will Travel.

## Раннє життя
Бун народився в Лос-Анджелесі, штат Каліфорнія, як середня дитина Сесіль (уроджена Бекерман) і Кірка Е. Буна, корпоративного юриста та четвертого правнука Сквайра Буна, брата прикордонника Деніела Буна. Його мати була єврейкою, донькою емігрантів з Росії.
Річард Бун закінчив середню школу Гувера в Глендейлі, Каліфорнія. Він навчався в Стенфордському університеті в Пало-Альто, Каліфорнія, де був членом братства Тета Сі. Він кинув Стенфорд до закінчення навчання, а потім працював нафтовиком, барменом, художником і письменником. У 1941 році Бун приєднався до військово-морського флоту Сполучених Штатів і служив на трьох кораблях у Тихому океані під час Другої світової війни, беручи участь у боях як авіаційний артилерійський десантник, член екіпажу та хвостовий стрілок на торпедоносцях Grumman TBF Avenger, і закінчив свою службу в званні дрібного офіцер першого класу.
Акторська кар'єра

## Раннє навчання
У молодості Бун навчався в Академії армії та військово-морського флоту Сан-Дієго в Карлсбаді, Каліфорнія, де він познайомився з театром під керівництвом Вірджинії Аткінсон.
Після війни Бун використовував G.I. Білл вивчає акторську майстерність в акторській студії в Нью-Йорку.

## Бродвей
«Серйозний» і «методичний» Бун дебютував на бродвейській театральній сцені в 1947 році з «Медеєю» з Джудіт Андерсон і Джоном Гілгудом у головних ролях; відбулося 214 вистав. Тоді він брав участь у постановці «Макбета» (1948).Бун знявся в короткочасному телесеріалі, заснованому на п'єсі The Front Page (1949–50), а також в серіалах-антологіях, таких як Actors Studio та Suspense.
Він повернувся на Бродвей у фільмі «Людина» (1950) режисера Мартіна Рітта з Дороті Гіш; відбулося 92 вистави.
Еліа Казан використовував Буна, щоб надати репліки актрисі для екранізації фільму для режисера Льюїса Майлстоуна. Майлстоун не був вражений актрисою, але він був настільки вражений голосом Буна, що викликав його до Голлівуду, де він отримав семирічний контракт з Fox.

## 20th Century Fox
У 1950 році Бун дебютував на екрані в ролі офіцера морської піхоти у фільмі «Зали Монтесуми» (1951). Фокс використовував його у військових частинах у фільмах «Називайте мене містером» (1951) і «Лис пустелі: Історія Роммеля» (1951). Він зіграв важливіші ролі у фільмах «Червоне небо Монтани» (1952), «Повернення техасця» (1952), «Кенгуру» (1952) (режисер Майлстоун) і «Шлях гаучо» (1952).
Казан зняв його у фільмі «Людина на канаті» (1953), і він зіграв хороші ролі у «Вікі» (1953) та «Місто поганих людей» (1953).
У 1953 році він зіграв Понтія Пілата в The Robe, першому фільмі Cinemascope. У фільмі у нього була лише одна сцена, в якій він дає вказівки Річарду Бертону, який грає сотника, якому наказано розіп'яти Христа. Бун також знявся у другому фільмі Cinemascope, Beneath the 12-Mile Reef (1953).
Бун зняв два фільми для Panoramic, які розповсюджувалися через Fox: The Siege at Red River (1954) і The Raid (1954). Після цього він залишив студію.

### Медик
Під час зйомок «Чертоги Монтесуми» він подружився з Джеком Веббом, який тоді був продюсером і грав у фільмі «Драгнет». Бун з'явився в кіноверсії Dragnet (1954).
Вебб готував для NBC серіал про лікаря. У 1954—1956 роках Бун став знайомим обличчям у головній ролі в цій медичній драмі під назвою «Медик» [6], а в 1955 році отримав номінацію на «Еммі» за найкращу чоловічу роль у звичайному серіалі.
Під час серіалу «Медик» Бун продовжував зніматися у фільмах і виступати в якості запрошеної зірки в телешоу. Його знімали в таких вестернах, як «Десять розшукуваних» (1955) з Рендольфом Скоттом, «Людина без зірки» (1955) з Кірком Дугласом, «Сідальство розбійників» (1955) з Джорджем Монтгомері, «Бойові станції» (1955) з Джоном Лундом, «Зірка в фільмі». Dust (1956) з Джоном Агаром і Away All Boats (1956) з Джеффом Чендлером.
Він також зіграв головну роль у General Electric Theatre, Matinee Theatre (постановка Грозового перевалу, де він грав Хіткліфа), Frontier, Lux Video Theatre, The Ford Television Theatre, Studio One in Hollywood і Climax!.
Бун зіграв одну зі своїх найкращих ролей у фільмі «Високий Т» (1957) з Рендольфом Скоттом. Він знявся разом з Елеонор Паркер у фільмі «Ліззі» (1957) і був лиходієм у фільмі «Джунглі одягу» (1957).

### Має зброю— буде подорожувати
Наступний телевізійний серіал Буна, Have Gun — Will Travel, зробив його національною зіркою завдяки його ролі Паладина, розумного та витонченого, але жорсткого наймита на Заході Америки кінця 19-го століття. Спершу серіал запропонували акторові Рендолфу Скотту, який відхилив його та дав сценарій Буну, поки вони знімали «Десять розшукуваних». Шоу тривало з 1957 по 1963 роки, а Бун отримав більше номінацій на Еммі в 1959 і 1960 роках.
Під час серіалу Бун зіграв головну роль у фільмі «Я ховаю живих» (1958) і з'явився на Бродвеї в 1959 році, зігравши роль Авраама Лінкольна в «Суперництві», який показав 81 виставу.
Час від часу він знімався в інших акторських ролях, таких як епізоди Playhouse 90 і The United States Steel Hour і телефільм The Right Man (1960). Він зіграв епізодичну роль Сема Г'юстона в «Аламо» (1960), головну роль у «Грім барабанів» (1961) і оповідав телевізійну версію «Тіла Джона Брауна».
Бун був випадковим запрошеним учасником дискусії, а також таємничим гостем у недільній нічній вікторині CBS-TV. У цьому шоу він розмовляв з ведучим Джоном Чарльзом Дейлі про дні їхньої спільної роботи над телешоу The Front Page.

### Шоу Річарда Буна
Бун мав власну телевізійну антологію «Шоу Річарда Буна». Хоча він виходив у ефір лише з 1963 по 1964 рік, він отримав свою четверту номінацію на Еммі за нього в 1964 році разом із Шоу Денні Кей та Шоу Діка Ван Дайка. «Шоу Річарда Буна» отримало «Золотий глобус» за найкраще шоу в 1964 році.

### Гаваї
Після закінчення щотижневого шоу Бун і його сім'я переїхали в Гонолулу, Гаваї. Він повернувся на материк, щоб знятися в таких фільмах, як Rio Conchos (1964), The War Lord (1965) з Чарлтоном Хестоном, Hombre (1967) з Полом Ньюманом, а також в епізоді Cimarron Strip. Останній раз він вперше знявся в чужому шоу, і зробив це як послугу для режисера, друга Ламонта Джонсона. «На телебаченні все важче і важче працювати якнайкраще», — сказав він.
У 1965 році він посів третє місце в номінації Laurel Award за фільм «Ріо Кончос» за найкращий бойовик; Шон Коннері посів перше місце з Goldfinger, а Берт Ланкастер посів друге місце з The Train.
Живучи на острові Оаху, Бун допоміг переконати Леонарда Фрімена зняти Hawaii Five-O виключно на Гаваях. До цього Фрімен планував зняти «постановні» зйомки на Гаваях, але основне виробництво — у Південній Каліфорнії. Бун та інші переконали Фрімена, що острови можуть запропонувати всю необхідну підтримку для великого телесеріалу та забезпечать автентичність, яку інакше неможливо отримати.
Фрімен, вражений любов'ю Буна до Гаваїв, запропонував йому роль Стіва МакГаррета; Бун, однак, відмовився, і роль дісталася Джеку Лорду, який розділяв ентузіазм Буна щодо регіону, який Фрімен вважав життєво важливим. За збігом обставин Лорд з'явився разом з Буном у першому епізоді Have Gun — Will Travel під назвою «Three Bells to Perdido».
У той час Бун зняв пілотний фільм для CBS під назвою Kona Coast (1968), який, як він сподівався, прийме CBS як серіал («Я справді не хочу робити ще один серіал, — сказав він, — але я боровся протягом трьох років, щоб почати виробництво на Гаваях, і якщо серіал це вдасться, я це зроблю.»), але натомість мережа вийшла лише з Hawaii Five-O. Kona Coast, який був співпродюсером Буна, був показаний у кінотеатрах.

## Фільми
Тоді Бун зосередився на фільмах: «Ніч наступного дня» (1969) з Марлоном Брандо, «Договор» (1969) з Дугласом для Елії Казана, «Кремлівський лист» (1970) для Джона Г'юстона та «Великий Джейк» (1971) з Джоном Уейном.
Бун знявся в кількох телевізійних фільмах: «Серед білого дня» (1971), «Смертельні жнива» (1972) і «На добраніч, моя любов» (1972). Приблизно в цей час він переїхав до Флориди.

### Гек Ремзі
На початку 1970-х років Бун знявся в короткочасному телесеріалі Hec Ramsey, який продюсував Джек Вебб для Mark VII Limited Productions і який розповідав про поліцейського детектива в західному стилі початку 20-го століття, який вважав за краще використовувати його мозок і кримінально-криміналістичні навички замість пістолета. Історія персонажа Ремсі розповідає про нього як прикордонного законодавця та збройного нападника в його молодості. Тепер уже старший, він був заступником начальника поліції невеликого міста в Оклахомі, все ще вправним стрільцем і носив короткоствольний револьвер Colt Single Action Army. Бун сказав одному з інтерв'ю в 1972 році: "Ви знаєте, Гек Ремсі дуже схожий на Паладина, тільки товстіший. Цю цитату часто неправильно тлумачили[, маючи на увазі, що Гек Ремсі був продовженням фільму «Май зброю — буде подорожувати», хоча насправді це було не так.

### Ізраїль
Бун знявся у фільмі 1970 року «Мадрон» (1970), першому ізраїльському фільмі, знятому за межами Ізраїлю, дія якого відбувається на Заході Америки у 1800-х роках. Того року він прийняв запрошення від Міністерства торгівлі Ізраїлю надати ізраїльській кіноіндустрії «голлівудське ноу-хау». У 1979 році він отримав нагороду від прем'єр-міністра Ізраїлю Іцхака Рабіна «за внесок в ізраїльський кінематограф».
Фінальні виступи
Він знявся у фільмах «Велика Ніагара» (1974) та «Проти кривого неба» (1975) і втретє підтримав Джона Вейна в останньому фільмі Вейна «Стрілок» (1976). У середині 1970-х років Бун повернувся до The Neighborhood Playhouse у Нью-Йорку, де колись вивчав акторську майстерність, щоб викладати.
Бун знімав Божу рушницю (1976) з Лейфом Гарретом, Лі Ван Кліфом і Джеком Пелансом. Він з'явився в фільмах «Останній динозавр» (1977) і «Великий сон» (1978), а також озвучив дракона Смауга в анімаційній версії «Хоббіта» Дж. Р. Р. Толкіна 1977 року.
Востаннє Бун з'являвся в Winter Kills (1979) і The Bushido Blade (1979).

## Особисте життя
Бун був тричі одружений: з Джейн Гоппер (1937—1940), Мімі Келлі (1949—1950) і Клер МакАлун (з 1951 року до смерті). Його син з Макалун, Пітер Бун, працював дитиною-актором у кількох епізодах Have Gun — Will Travel.
У 1963 році Бун постраждав в автомобільній аварії.
Бун переїхав до Сент-Августіна, штат Флорида, з Гаваїв у 1970 році та працював із щорічним місцевим виробництвом «Хреста і меча», коли він не знімався на телебаченні чи в кіно, незадовго до своєї смерті в 1981 році. В останній рік свого життя Бун був призначений культурним послом Флориди.
Протягом 1970-х років він писав газетну колонку під назвою «Мені здається» для невеликого безкоштовного видання під назвою «Місто і мандрівник». Деякі паперові копії знаходяться в його біографічній справі в Історичному товаристві Св. Августина. У 1972—1973 роках він також читав лекції акторської майстерності у коледжі Флаглер.

## Смерть
Бун помер у своєму будинку в Сент-Августіні, штат Флорида, через ускладнення від раку горла.[33] Його прах розвіяли в Тихому океані біля Гаваїв.

## Фільмографія
- Зали Монтесуми (1951) як підполковник Гілфіллан
- Call Me Mister (1951) у ролі сержанта
- The Desert Fox: The Story of Rommel (1951) — капітан Герман Олдінгер
- Червоне небо Монтани (1952) у ролі Річарда «Діка» Драєра
- Повернення техасця (1952) в ролі Рода Мюррея
- Кенгуру (1952) в ролі Джона В. Гембла
- Шлях гаучо (1952) у ролі майора Салінаса
- Pony Soldier (1952) (в титрах не указан)
- Людина на канаті (1953) як Крофта
- Вікі (1953) як лейтенант Ед Корнелл
- Одяг (1953) як Понтій Пілат
- Місто поганих людей (1953) за роль Джона Рінго
- Під 12-мильним рифом (1953) як Томас Ріс
- Облога біля Ред-Рівер (1954) за роль Бретта Меннінга
- Рейд (1954) в ролі капітана Лайонела Фостера
- Драгнет (1954) в ролі капітана Джима Гамільтона
- Десять розшукуваних (1955) як Вік Кемпбелл
- Людина без зірки (1955) у ролі Стіва Майлза
- Розбійник (1955) як Хенк Хейс
- The Big Knife (1955) як оповідач (голос, в титрах не вказаний)
- Бойові станції (1956) як Капітан
- Зірка в пилу (1956) як Сем Холл
- Геть усі човни (1956) як лейтенант. Фрейзер
- Високий Т (1957) як Френк Ашер
- Ліззі (1957) як Dr.Ніл Райт
- Джунглі одягу (1957) як Арті Ревідж
- Я ховаю живих (1958) як Роберт Крафт
- Ocean's 11 (1960) як Міністр (голос, в титрах не вказаний)
- Аламо (1960) як генерал Сем Х'юстон
- Грім барабанів (1961) у ролі капітана Стівена Меддокса
- Ріо Кончос (1964) у ролі Джеймса Ласітера
- Лорд війни (1965) як Борс
- Hombre (1967) як Граймс
- Узбережжя Кона (1968) в ролі капітана Сема Морана
- Ніч наступного дня (1968) як Leer
- The Arrangement (1969) як Сем Арнесс
- Кремлівський лист (1970) як Уорд
- Мадрон (1970) як Мадрон
- Великий Джейк (1971) у ролі Джона Фейна
- Філіппінка, що співає (1971) як сам себе
- Проти кривого неба (1975) як рос
- Діаманте Лобо (1976) як Шериф
- Стрілець (1976) у ролі Майка Суїні
- Останній динозавр (1977) як Maston Thrust Jr.
- Великий сон (1978) як Lash Canino
- Зима вбиває (1979) як Кейфіц
- The Bushido Blade (1981) як коммодор Метью С. Перрі (остання роль у фільмі)
- Акторська студія: 3 епізоди (1949—1950)
- Головна сторінка: 10 епізодів (CBS, 1949—1950)
- Напруження: епізод «Photo Finish», як Мерсер (1950)
- Медик: 59 епізодів, як доктор Конрад Стайнер (1954—1956)
- Кульмінація!: 4 епізоди, різні ролі (1955—1957)
- Matinee Theatre: епізод «Wothering Height», Heathcliff (1955)
- General Electric Theatre: епізод «Love Is Eternal», Авраам Лінкольн (1955)
- Lux Video Theatre: епізод «The Hunted», Saxon (1955)
- The Ford Television Theatre, Catch at Straws, представник місцевої преси (1956)
- Lux Video Theatre: епізод «A House of His Own», Вінсент Гіл (1956)
- Frontier: епізод «Соляна війна», Еверетт Браєр (1956)
- Studio One у Голлівуді: епізод «Dead of Noon» у ролі Джона Веслі Хардіна (1957)
- Have Gun — Will Travel: усі 225 епізодів, як Паладин і Смоук, (1957—1963)
- Playhouse 90: 3 епізоди, у різних ролях, (1958—1960)
- Сталева година Сполучених Штатів: 2 епізоди в різних ролях (1959—1960)
- The Right Man (телефільм): як Авраам Лінкольн (1960)
- Шоу Річарда Буна: 25 епізодів, у різних ролях (1963—1964)
- Cimarron Strip: епізод «The Roarer», як сержант Білл Дішер (1967)
- Історія Марка Вотерса (1969)
- Серед білого дня: як Тоні Чеппел (1971)
- Deadly Harvest: як Антон Солка (1972)
- Хек Ремсі: усі 10 епізодів, як заступник начальника поліції Гек Ремсі, (1972—1974)
- На добраніч, моя любов: як Френсіс Хоган (1972)
- Велика Ніагара (телефільм): як Аарон Грант (1974)
- Останній динозавр (1977)
- Хоббіт: як Смауґ (озвучка) (1977)